# NGC 7072
NGC 7072 је спирална галаксија у сазвежђу Ждрал која се налази на NGC листи објеката дубоког неба.
Деклинација објекта је - 43° 9' 9" а ректасцензија 21h 30m 37,0s. Привидна величина (магнитуда) објекта NGC 7072 износи 13,6 а фотографска магнитуда 14,3. NGC 7072 је још познат и под ознакама ESO 287-31, MCG -7-44-18, IRAS 21273-4322, PGC 66874.